# THE YELLOW MONKEY
THE YELLOW MONKEY是由吉井和哉（LOVIN，主唱、吉他）、菊地英昭（EMMA、吉他）、廣瀨洋一（HEESEY、貝斯）、菊地英二（ANNIE、鼓）四個人所組成的日本搖滾樂團。1989年結成，2001年1月活動中止、並於2004年7月7日宣佈解散。「YELLOW MONKEY」一詞乃西洋人士用以嘲笑日本人的一種輕蔑用語。而這樣的樂團名稱，是基於主唱吉井和哉想要有一個「既土氣、又很犬儒」的團名而取的。
2016年1月4日開始出現金色之蛹照片的倒數廣告宣傳，官網也出現相同照片及暗號，引起大眾熱論。1月8日0時，在日本JR澀谷站前東急百貨店的壁面廣告由金色之蛹換上團員照，全面宣布復出，同時公布巡迴演唱行程，在日本各地再次掀起一陣熱潮。2016年10月19日發行相隔十五年的單曲，並登上當周Oricon銷售第二名，並首度入選參與NHK紅白歌合戰。

## 樂團成員
吉井和哉（Yoshii Kazuya、1966年10月8日－）
擔任樂團主唱。暱稱為LOVIN。東京北區出身。於静岡縣成長。解散後以YOSHII LOVINSON一名（於2006年改為吉井和哉）開始個人的音樂活動。　
菊地英昭（Kikuchi Hideaki、1964年12月7日－）
擔任樂團吉他手。暱稱為EMMA。東京八王子市出身、日本大學文理學部應用地學科畢業。解散後為錄音室樂手。以吉他手的身份參與錄製YOSHII LOVINSON的第二張專輯『WHITE ROOM』。在該專輯所記載的參與人士名單當中、不知為何將名字標記為EMMARSON。目前以擔任吉井和哉及吉川晃司等音樂人的客座樂手（2007年4月－7月）從事音樂活動。
廣瀬洋一（Hirose Youichi、1963年4月19日－）
擔任樂團貝斯手。暱稱為HEESEY。東京足立區出身、日本大學經濟學部中退（即休學）。解散後曾以樂團「HEESEY WITH DUDES」的主唱及貝斯手從事音樂活動。後HEESEY WITH DUDES宣佈解散，並於2005年12月舉行最後一次現場表演。解散後以貝斯手身份參與錄製2005年11月發售的森重樹一（ZIGGY）個人專輯『CHRONIC LAY ABOUT』、並同時參加森重樹一的個人巡迴演出。
菊地英二（Kikuchi Eiji、1967年6月6日－）
擔任樂團鼓手。暱稱為ANNIE。東京八王子市出身、桐朋高校、中央大學理工學部精密機械工學科畢業。吉他手菊地英昭的親弟弟。解散後以河村隆一、吉川晃司、Tama樂團等音樂人的現場表演客座樂手活躍於音樂界。並與（Leonard Eto，前「鼓童」之音樂監督）合作現場表演。

## 經歷
- 1988年結成。當時由吉井和哉擔任貝斯手，廣瀬洋一加入後轉為吉他手。
- 1989年前主唱離團，吉井轉為主唱。菊地英二的親哥哥菊地英昭加入。12月28日，以上記的四位成員舉行第一次的現場表演。
- 1992年5月21日，於哥倫比亞音樂公司（Columbia Music Entertainment, Inc.）發行第一張專輯「Romantist Taste」正式出道。
- 1996年，移籍至新東家FUN HOUSE並發行單曲「樂園」。
- 2001年1月，於東京巨蛋舉行演唱會、做為活動中止前的最後一場公演。
- 2004年7月7日，正式宣佈解散。
- 2004年12月26日，在東京巨蛋舉辦的THE EXHIBTION AND VIDEO FESTIVAL OF THE YELLOW MONKEY 活動的最後一天成員再度集合，並演奏代表作之一的「JAM」。

## 作品

### 單曲
1. Romantist Taste（1992年5月21日）
2. 前衞地起行吧（アバンギャルドで行こうよ）（1993年3月1日）
3. 悲哀的ASIAN BOY（悲しきASIANBOY）（1994年2月21日）
4. 熱帶夜（熱帯夜）（1994年7月21日）
5. Love Communication（1995年1月21日）
6. 慨嘆我夜裡的Fantasy（嘆くなり我が夜のFantasy）（1995年3月1日）
7. 追憶的美人魚（追憶のマーメイド）（1995年7月21日）
8. 太陽正在燃燒（太陽が燃えている）（1995年9月30日）- 首次進入TOP10的作品，成為日後在樂壇大放異彩的契機。
9. JAM/Tactics（1996年2月29日）- 長賣型的作品，累計銷售量約80萬張。
10. SPARK（1996年7月10日）
11. 樂園（1996年11月25日）
12. LOVE LOVE SHOW（1997年4月19日）
13. BURN（1997年7月24日）- 最熱賣的一支單曲、累計銷售量約90萬張。
14. 鳞茎（球根）（1998年2月4日）- 首次也是最後一次成功拿下日本公信榜單曲部門第一名。
15. 不要離開（離れるな）（1998年6月2日）
16. SUGAR FIX（1998年8月21日）- 於英國發行單曲之日本國內盤。作詞者為Cara Jones。
17. MY WINDING ROAD（1998年10月21日）
18. SO YOUNG（1999年3月3日）
19. 薔薇色的日子（バラ色の日々）（1999年12月8日）
20. 聖海與陽光（聖なる海とサンシャイン）（2000年1月26日）
21. SHOCK HEARTS（2000年4月5日）
22. PEARL（パール）（2000年7月12日）
23. BRILLIANT WORLD（2000年11月1日）
24. PRIMAL。（プライマル。）（2001年1月31日）- 活動休止後發行的作品。由曾經參與T.Rex、David Bowie等人作品的Tony Visconti擔任製作。
25. 砂之塔（砂の塔）（2016年10月19日）

### 原創專輯
1. THE NIGHT SNAILS AND PLASTIC BOOGIE / （1992年6月21日）
2. EXPERIENCE MOVIE / （1993年3月1日）
3. jaguar hard pain 1944〜1994（1994年3月1日）
4. smile（1995年2月1日）- 公信榜初登場第4名。
5. FOUR SEASONS（1995年11月1日）- 公信榜初登場第1名。首度前往英國倫敦錄製的作品。
6. SICKS（1997年1月22日）- 公信榜初登場第1名。原創專輯當中銷售量最高的作品。
7. PUNCH DRUNKARD（1998年3月4日）- 公信榜初登場第1名。
8. 8（2000年7月26日）- 公信榜初登場第2名。初回限定版本附有收錄「MY WINDING ROAD」與「SO YOUNG」的BONUS DISC。

## 外部連結
- THE YELLOW MONKEY
- YouTube上的
- THE YELLOW MONKEY的X（前Twitter）
- THE YELLOW MONKEY的Facebook專頁
- THE YELLOW MONKEY的Instagram帳戶